# Ivan Gržetić (Kominterna)
Ivan Gržetić (Karlobag, 5. veljače 1896. − nepoznato, 1937.) je bio hrvatski komunistički političar. 
Već 1920. obnašao je visoke dužnosti u komunističkoj organizaciji.
Organizirao je partijsku organizaciju koju su 1922. (po drugom izvoru suosnivačem je 1923. s Milom Počučom) u Gospiću osnovali drvodjelski radnici.
Uskoro je emigrirao u Sovjetski Savez. Predstavljao je KPJ u Kominterni. Smaknut u staljinističkim čistkama.